# Mesophragis inermis
Mesophragis inermis är en stekelart som beskrevs av André Seyrig 1952. Mesophragis inermis ingår i släktet Mesophragis och familjen brokparasitsteklar. Inga underarter finns listade i Catalogue of Life.